# 小行星3758
小行星3758（英語：3758 Karttunen）是一颗围绕太阳公转的小行星。1983年11月28日，愛德華·鮑威爾在可可尼诺县发现了此天体。
这颗小行星的绝对星等为56.68329等。